# Madeleine Mourgues
Madeleine Mourgues (Albas (Aude), 22 settembre 1906 – Cahors, 2 agosto 2000) è stata una modella francese, vincitrice del titolo di Miss Languedoc-Roussillon 1928 e di Miss Francia 1929.
È stata la sesta vincitrice del concorso, eletta Miss Francia a Parigi.
Ha rappresenta la Francia al concorso Miss Universo 1930 tenutosi nell'agosto dello stesso anno a Galveston, in Texas.